# Турбіна Горлова
Турбіна Горлова — гелікоїдна водяна турбіна з вертикальною віссю американського вченого Олександра Мойсейовича Горлова (англ. Gorlov helical turbine; GHT). Є модифікацією турбіни Дар'є. Запатентована в серії патентів від 19 вересня 1995 по 3 липня 2001, премія Томаса Едісона 2001 року.

## Принцип дії
Ротор турбіни являє собою центрально симетричну конструкцію, що, звичайно, складається з трьох аеродинамічних крил, закріплених на радіальних балках. На кожне з крил, рухомих щодо потоку, діє підйомна сила, величина якої залежить від кута між вектором швидкості потоку і миттєвої швидкості крила. На відміну від турбіни Дар'є, гелікоїдна схема крил забезпечує постійну, відносно кута між крилами та напрямом води, тягу. 

## Переваги та недоліки
Переваги турбіни:
- Робота ротора не залежить від напрямку потоку, отже турбіна на його основі не вимагає пристрою орієнтації;
- Ротор характеризується високим коефіцієнтом швидкохідності при малих швидкостях потоку;
- Низькі в порівнянні з турбіною Дар'є шум та динамічні навантаження.

## Застосування
Конструкція є досить поширеною в енергетиці. 25 лютого 2015 дві вітрові турбіни були встановлені на Ейфелеву вежу, вони мають генерувати близько 10,000 кВт*годин електроенергії щорічно.